# Centre de l'imaginaire arthurien
Vous lisez un « bon article » labellisé en 2013.
Le Centre de l'imaginaire arthurien est un centre culturel soutenu par une association loi de 1901, consacré à la matière de Bretagne et tout particulièrement la légende arthurienne. Fondé en mai 1988 à Rennes sous l'impulsion de différents spécialistes de la légende arthurienne, d'élus locaux, d'artistes et d'écrivains, son siège est situé au château de Comper en forêt de Paimpont (Brocéliande) depuis 1990. Il organise chaque année une exposition consacrée à une thématique de la matière de Bretagne et une saison culturelle avec de nombreux événements, parmi lesquels la « Les médiévales de Brocéliande», les « Héritiers » et la « Semaine de Samhain». Son investissement en faveur de la diffusion de l'art, de la culture et de l'histoire de la légende arthurienne ainsi que son action en faveur du public scolaire lui ont valu sa reconnaissance. Ses membres ont créé la maison d'édition Artus, pour publier des ouvrages consacrés à ces thématiques.
Claudine Glot préside le Centre Arthurien depuis sa création, il compte aussi de nombreuses personnalités comme Philippe Le Guillou, Gilbert Durand et Michel Le Bris. L'elficologue Pierre Dubois, les artistes Séverine Pineaux, Bruno Brucéro et Didier Graffet, ainsi que les universitaires Philippe Walter et Bernard Sergent font partie de ses piliers. Il est dirigé de 2008 à 2018 par Nicolas Mezzalira, et désormais par Bruno Sotty et a reçu la visite de nombreux invités prestigieux, comme Mario Vargas Llosa, Nolwenn Leroy et Patrick Poivre d'Arvor. Il accueille en moyenne 30 000 visiteurs par an, dont près d'un tiers de scolaires.

## Création et missions

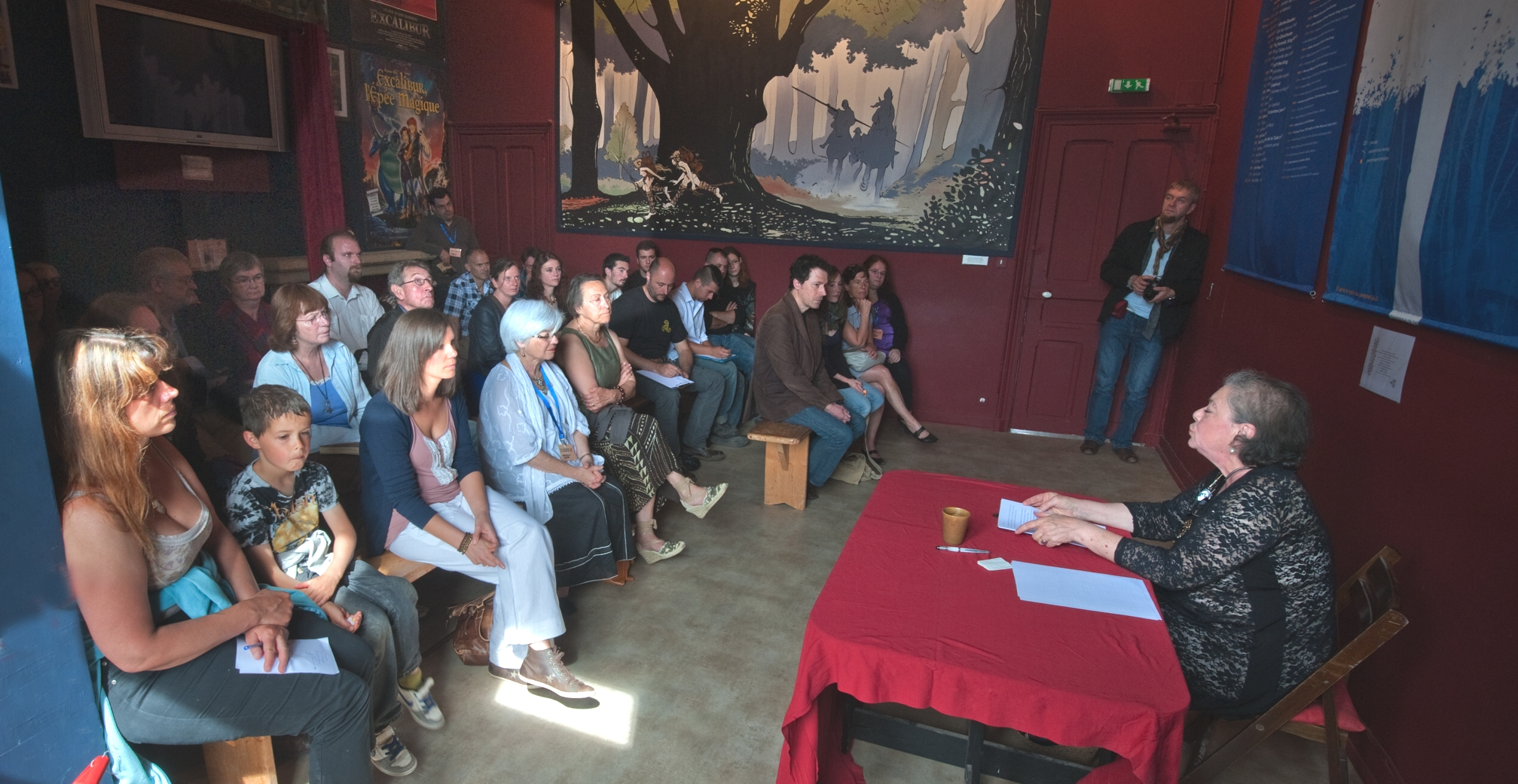
Claudine Glot en conférence dans la Salle aux Images du château de Comper.

La création du Centre de l'imaginaire arthurien répond à une demande du pays de Ploërmel (nommé à l'époque Centre est Bretagne), pour lequel Claudine Glot travaille à l'époque. Il s'ensuit un aménagement du territoire, avec un point d'accueil à Tréhorenteuc
. C'est aussi un désir des visiteurs de la forêt de Brocéliande (Paimpont) à la recherche d'un lieu qui puisse les renseigner au sujet des légendes
. Claudine Glot en est volontiers citée comme la fondatrice
,
, mais elle précise que le Centre doit beaucoup aux collaborateurs de la revue Artus, publication consacrée aux pays celtiques à laquelle ont participé des spécialistes comme Gilbert Durand
.
Le Centre de l'imaginaire arthurien s'est donné pour mission de faire connaître toutes les formes d'expression de la légende arthurienne et de créer un lien entre les chercheurs universitaires et le public. Il est un médiateur et diffuse les œuvres artistiques en relation (écriture, arts visuels, musique, arts de rue, conte…) afin de promouvoir la légende arthurienne auprès des créateurs contemporains, pour qu’ils s’en saisissent et la perpétuent. Lors d'une interview accordée à France 3, Claudine Glot résume en disant que le Centre arthurien a vocation à rassembler les passionnés de mondes celtiques, médiévaux et arthuriens, et à parler de toutes les œuvres qui s'en inspirent, y compris l'héroïc-fantasy. Il diffuse tout ce qui est historiquement ou artistiquement en rapport avec la légende arthurienne et la forêt de Brocéliande
,
, il est perçu comme une association qui « entretient le mythe »
. D'après Philippe Walter, les expositions du Centre arthurien sont surtout esthétiques et symboliques, mais l'ensemble se marie bien avec les découvertes scientifiques
. Claudine Glot accorde par ailleurs une grande importance à la « forêt de l'âme » environnante, où « souffle la légende ».

## Histoire

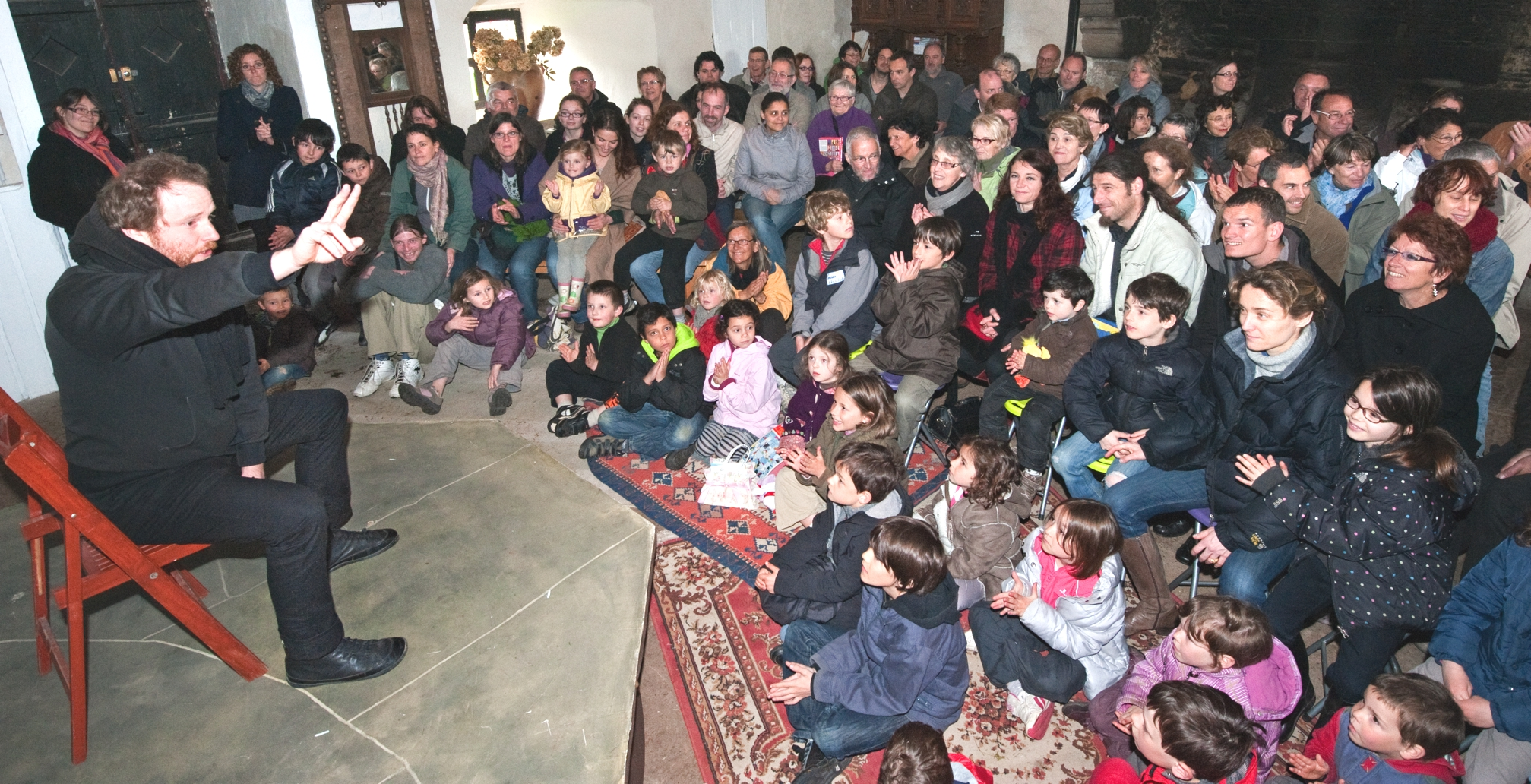
Le conteur François Lavallée en représentation au château de Comper en avril 2012.

Depuis sa création en 1988, le Centre de l'imaginaire arthurien a mené des actions multiples. Ses expositions accueillent aussi bien des œuvres modernes que des peintures préraphaélites. Il organise (et accueille) spectacles, contes, concerts, conférences, visites guidées en forêt et présentations pédagogiques pour les groupes scolaires. Il participe à la rédaction de catalogues, à des projets éducatifs, aux journées du patrimoine, intervient en milieu scolaire et universitaire, aide à la recherche de documents, constitue des bibliographies et des iconographies. Il compte par ailleurs de nombreux universitaires de différents pays parmi ses membres.
Parallèlement, les membres du centre publient, grâce à leur maison d'édition Artus, plusieurs ouvrages consacrés à ces thèmes : beaux livres sur Brocéliande, la Bretagne, l'Irlande et l’Écosse ; essais (Le Gant de Verre, Les Guerriers de Finn par Michel Cazenave) et théâtre avec la légende de Deirdre.

### 1988-1990
En mai 1988, le Centre de l'imaginaire arthurien est officiellement créé à Rennes, grâce à la volonté de plusieurs universitaires, d'élus régionaux et d'écrivains. Michel Le Bris figure parmi ses principaux initiateurs, tout comme Claudine et Hervé Glot. La Société internationale arthurienne soutient le projet, l'écrivain universitaire Gilbert Durand également.
Les premières expositions sont consacrées au roi Arthur (Arturus Rex, en collaboration avec l'Université catholique de Louvain, 1988), à Brocéliande et à la forêt (1989), puis aux mégalithes et aux pierres (1990) avec la participation de Pieter-Paul Koster. Elles sont présentées sur différents sites de la région, notamment Ploërmel, Rennes, et dans des collèges. En 1990, l'exposition s'installe au château de Comper et ouvre durant l'été. Parallèlement, de nouvelles activités voient le jour, comme les visites guidées de la forêt de Paimpont. Le centre arthurien aide à sa réhabilitation à la suite de l'incendie qui l'a ravagée du 7 au 11 septembre 1990.

### 1991-1995

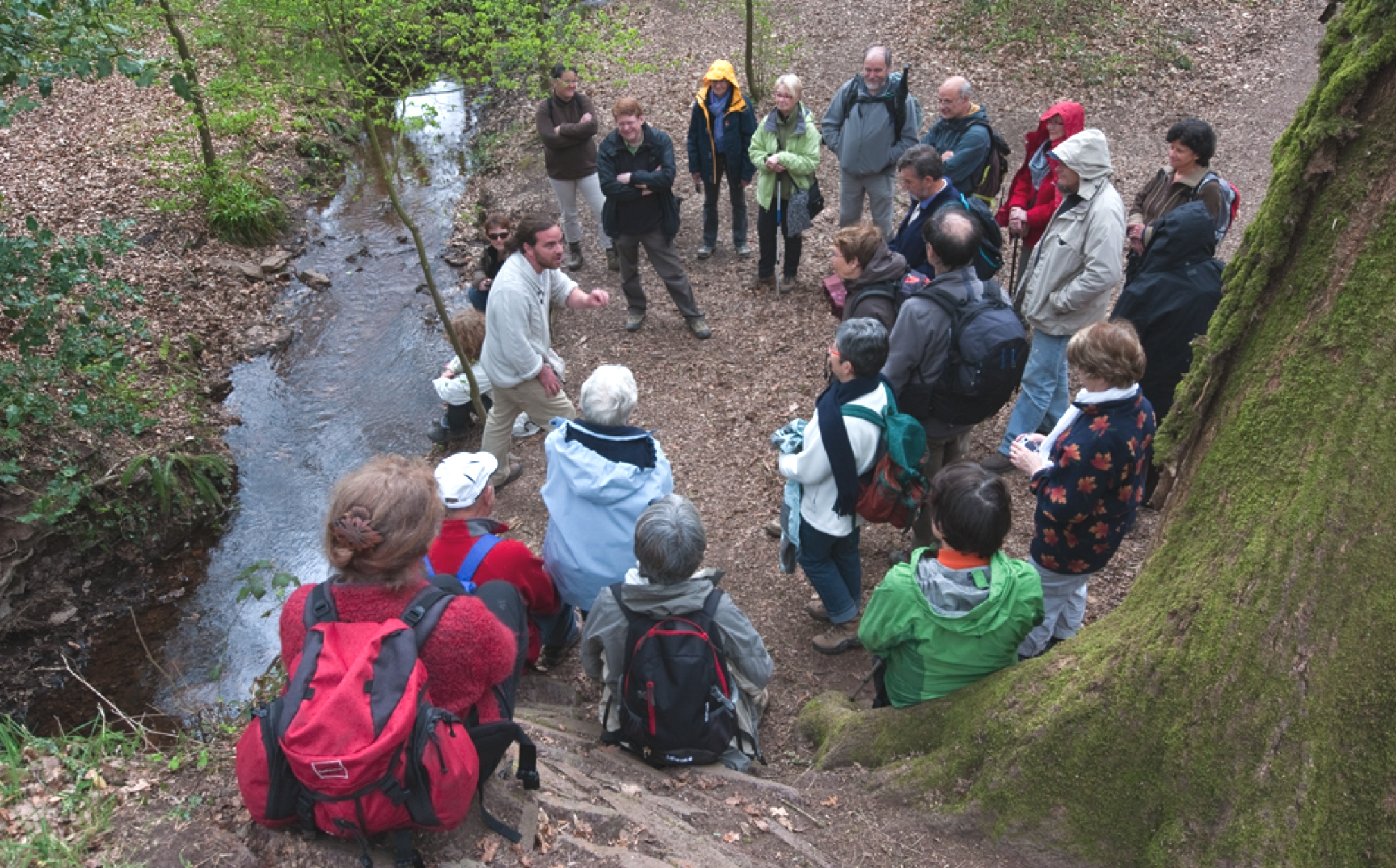
Nicolas Mezzalira, contant à un groupe lors d'une visite en forêt de Brocéliande.

En 1991, l'exposition est consacrée au cinéma et surtout au film Excalibur, le réalisateur John Boorman se rend à Comper. France 3 Bretagne réalise un documentaire, puis le centre arthurien participe à l'installation de l'Arbre d'Or à l'entrée du Val sans retour C'est également à partir de 1991 que sont organisés les premiers spectacles itinérants dans le parc du château de Comper.
En 1992, l'exposition s'attache à la bande dessinée, avec la participation de François Bourgeon. En plus des spectacles, de la musique et des contes sont accueillis. Le Centre arthurien est invité à exposer à Paris, et à participer à des rencontres-débat entre décembre 1992 et mars 1993.
De 1993 à 1996, le Centre rassemble et met en valeur les informations relatives à Merlin, aux souveraines et magiciennes, et aux chevaliers de la Table ronde. Des groupes scolaires sont invités, Michel Le Bris, Michel Cazenave, Christian Guyonvarc'h ou encore Philippe Le Guillou conférencent. Il organise les expositions du Festival des mythes et légendes au château d'Amboise (2 au 5 mars 1994), et anime les quartiers sud-est de Rennes pendant six mois. En 1995, la Bibliothèque de Rennes Métropole organise l'évènement littéraire « Un automne arthurien ».

### 1996-2000

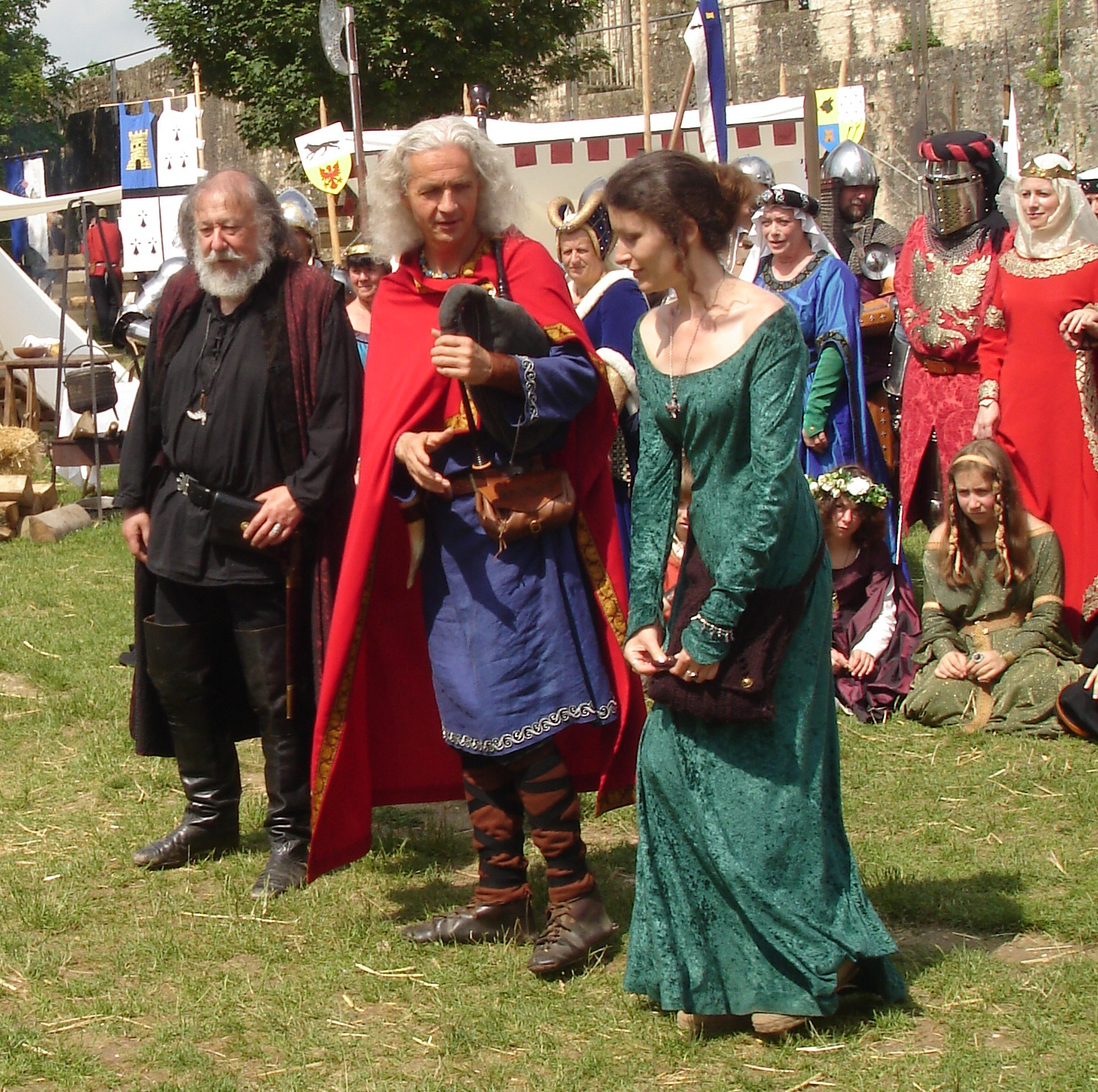
Les membres du Centre de l'imaginaire arthurien, invités d'honneur aux 27e médiévales de Provins en 2010.

L'exposition de l'année 1996 est consacrée aux Guerriers d’or, d’après le roman du même nom écrit par Philippe Le Guillou. L'ouvrage Hauts-lieux de Brocéliande, publié aux éditions Ouest-France, est issu du travail des membres du Centre et sort en avril de la même année. En 1997, le Centre Arthurien est à l’initiative des « semaines arthuriennes de Brocéliande » qui se déroulent d’abord pendant une semaine les deux premières années, puis pendant deux semaines les trois suivantes, en juillet, dans les communes de Ploërmel, Guer, Concoret (à Comper), Beignon, Monteneuf et Campénéac. Ces semaines arthuriennes réunissent conférences, spectacles de rue, expositions d’illustrateurs et de peintres du fantastique, concerts, cinéma et cinéma de plein air, marché artisanal, contes, randonnées contées et animées, jeux de rôle grandeur nature, dégustations de produits locaux, et la mise en lumière de divers sites. La même année, l'exposition s'attache au mythe de Tristan et Iseult. Suivent une nouvelle thématique annuelle sur le roi Arthur en 1998, puis la légende arthurienne en 1999 et la quête du Graal en 2000. De 1999 à 2001, un second projet européen d'échanges transnationaux implique le Centre Arthurien autour des légendes et du développement local, avec des partenaires en Espagne, en Grande-Bretagne (Devon et Écosse) et en Suède.

### 2001-2005
À partir de 2001, le Centre met en place un premier parcours pour les enfants, à travers les salles d’exposition. La thématique annuelle est « Charmes et chevalerie ». Les 8 et 9 mars 2001, le colloque « Le monde et l'autre monde » est organisé à Rennes, avec la participation de membres du Centre arthurien.
En 2002, le Centre est l’invité du festival du film historique de Compiègne, et participe à la création des Rencontres de l’Imaginaire de Brocéliande. Il leur apporte un soutien technique, logistique, ainsi que possibilité d’être accueillies à Comper pour les manifestations d’été (expositions, rencontres avec les auteurs, conférences, dédicaces). De 2003 jusqu'à 2008 est créé le programme spécial « Mois de mai, mois des fées », pour renouer avec la tradition de la féerie du mois de mai. C'est l'occasion d'expositions temporaires, de contes spécialement rassemblés autour du thème de la féerie, et de balades. 2003 voit la création de la Pentecôte du Roi Arthur et le premier marché artisanal, qui devient ensuite annuel. La thématique de l'exposition de 2002 est (à nouveau) Merlin, celle de 2003 les « Légendes de Brocéliande », et en 2004 les « Légendes celtiques ». L'exposition 2005, Les Enchantements de Bretagne, parle des aventures que vivent les personnages des légendes arthuriennes. L'année 2005 voit aussi la mise en place d'un rallye.

### 2006-2007
En 2006, l'exposition temporaire présenta les relations entre fées et chevaliers dans les romans médiévaux et les œuvres plus récentes.  Les fées celtiques et médiévales, les guerriers d'Irlande et les chevaliers de la Table Ronde sont présentés, notamment Lancelot et Viviane. Décors, costumes et accessoires sont des créations d'artistes et d'artisans.
En 2007, l’exposition saisonnière est consacrée aux Chevaliers de la Table Ronde. La saison est ponctuée par la Pentecôte des chevaliers, une exposition temporaire « Naissance de la féerie » avec des textes de Pierre Dubois et des photographies d’Hervé Glot, des contes, de la musique (harpe), trois conférences de Claudine Glot, une kermesse médiévale et un spectacle consacré à la forêt. L'invité d'honneur des Rencontres de l'Imaginaire est Olivier Ledroit. Le dernier événement de la saison est la journée du patrimoine.

### 2008-2010

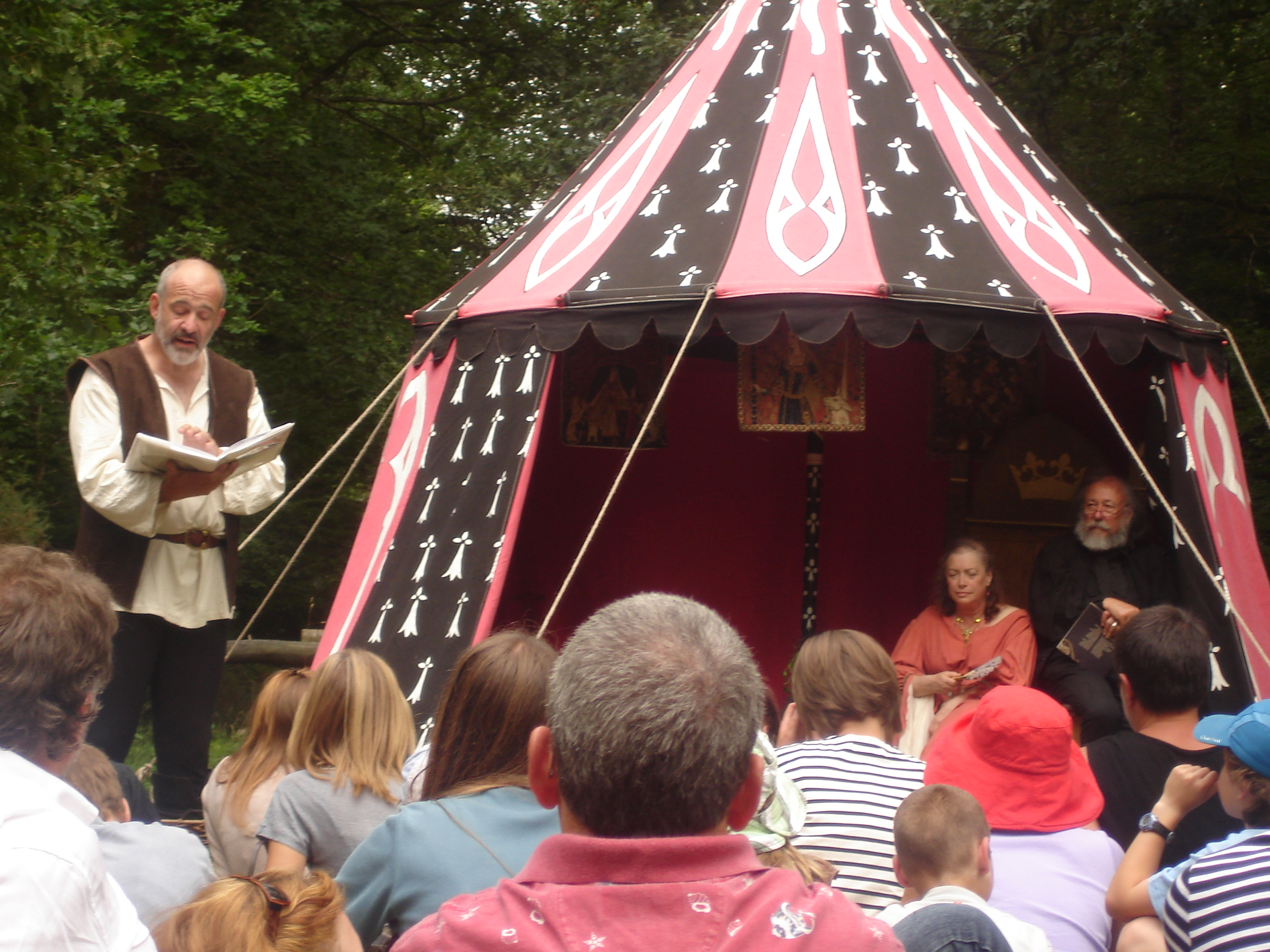
Une séance de conte à Comper en juillet 2010 (à droite, Claudine Glot et Pierre Dubois)

En 2008, l'exposition choisie s'intitule « Des Celtes au roi Arthur », elle détaille l'héritage celtique des légendes et romans médiévaux, depuis les épopées irlandaises. Durant les mois de mai et juin, une exposition photo consacrée à l’Écosse est présente. Les invités d'honneur des rencontres de l'imaginaire sont Barbara Canepa et Alessandro Barbucci. Le thème de l'exposition 2009, « Dans la forêt de Merlin », s'attache à différentes facettes de l’enchanteur et de sa forêt. Les invités d'honneur des rencontres de l'imaginaire la même année sont Aleksi Briclot et Jean-Sébastien Rossbach, pour la sortie de la bande dessinée Merlin chez Soleil Celtic.
En 2010, l'exposition du centre arthurien est consacrée aux légendes et à la féerie. Une exposition temporaire et un ouvrage dédié au lai de Lanval sont créés en collaboration avec des artistes du Devon (elle comprend des œuvres d'artistes bretons et anglais, comme Terri Windling), en Angleterre. Un partenariat avec Chagford Filmmaking group (basé à Exeter) permet la réalisation d'un film, Sir Lanval. Le centre arthurien est aussi l'invité d'honneur des 27e médiévales de Provins.

### 2011-2013

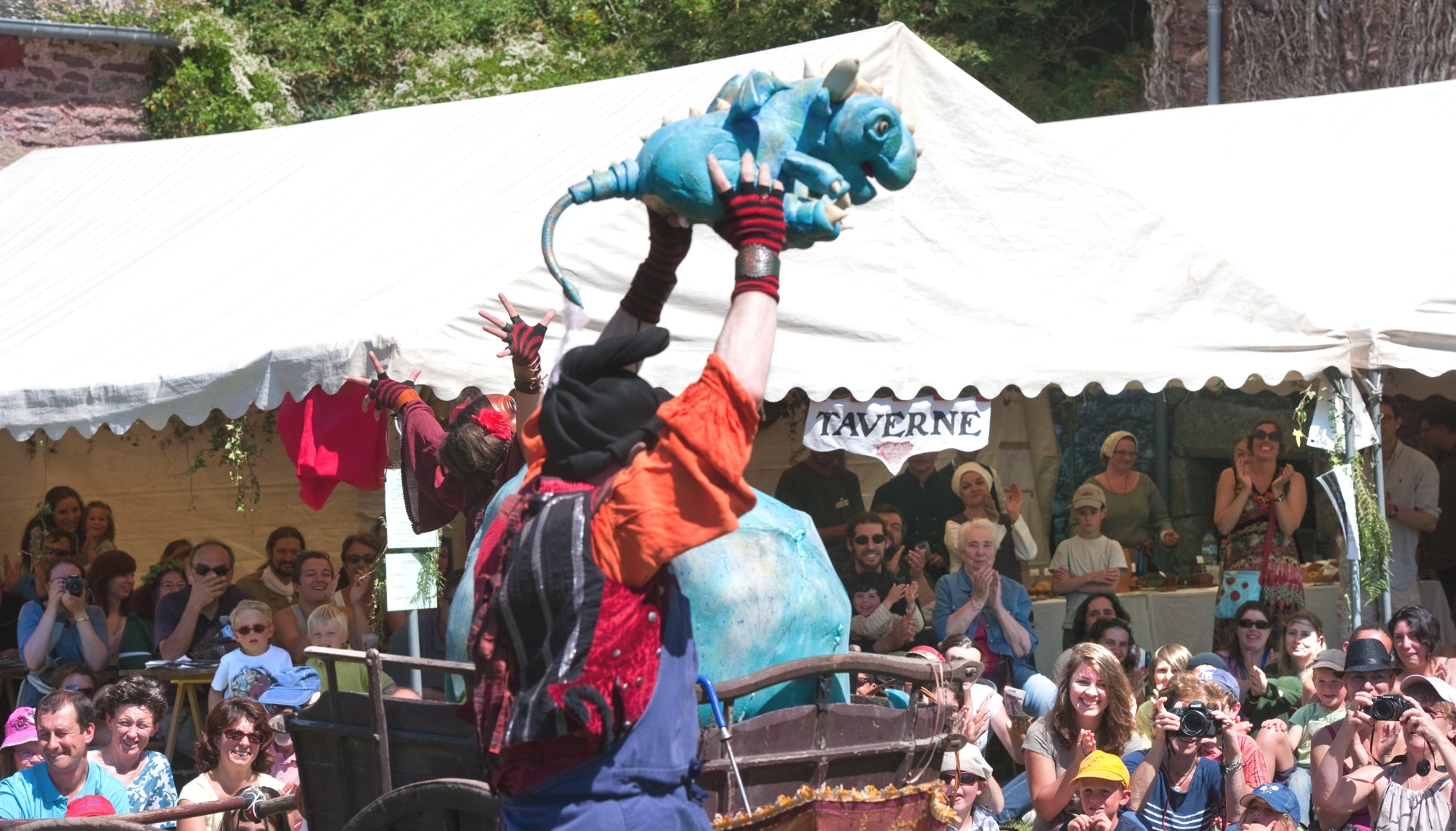
Représentation de la compagnie du Lysandore lors des Rencontres de l'Imaginaire de Brocéliande en 2012.

En 2011, l'exposition temporaire s'intéresse à deux fées : Morgane et Mélusine. Pierre Dubois et René Hausman sont les invités d'honneur des Rencontres de l'imaginaire 2011. Fin juin de la même année, la chanteuse Nolwenn Leroy vient avec l'équipe de France 2 pour tourner un reportage consacré à la légende arthurienne et à la forêt de Brocéliande, grâce à l'aide de l'équipe du Centre. En novembre 2011, l'association gérant le Centre arthurien compte environ 300 membres selon son directeur, Nicolas Mezzalira. Elle lance le 14 décembre une campagne pour la restauration et l'ouverture de la petite maison des légendes.
L'année 2012 est ponctuée de rencontres-dédicaces avec Séverine Pineaux ou encore Jérôme Lereculey, en plus des habituelles journées de contes, d'animations musicales et de conférences. Lors du Printemps des Légendes en 2012 organisé à Monthermé, le centre arthurien est invité d'honneur, avec présence d'un camp et d'une exposition. D'après L'Union, cette venue dans les Ardennes rencontre un grand succès. Les invités d'honneur des rencontres de l'Imaginaire 2012 sont Arleston et Guillaume Sorel.
Fin novembre 2012, la petite maison des légendes ouvre officiellement, grâce au concours de la fondation du patrimoine en Bretagne, à des dons privés, et aux subventions de la communauté de communes de Mauron en Brocéliande, du conseil général du Morbihan et de la région. Un premier évènement est organisé avec le conteur congolais Jorus Mabiala, un second le 19 décembre pour la sortie de Chats, le livre secret de Séverine Pineaux.
La thématique de la saison 2013 est « Monstres et merveilles », à cette occasion, le château de Comper expose plusieurs créations artistiques représentant des créatures : un géant coupeur de barbes, un cerf blanc ou encore les dragons qui vivent sous le château de Vortigern. En mai, pour la pentecôte du roi Arthur, un événement spécial de grande ampleur est organisé pour fêter les 25 ans de l'association.

Présentations en costume lors d'évènements publics du Centre Arthurien en 2012
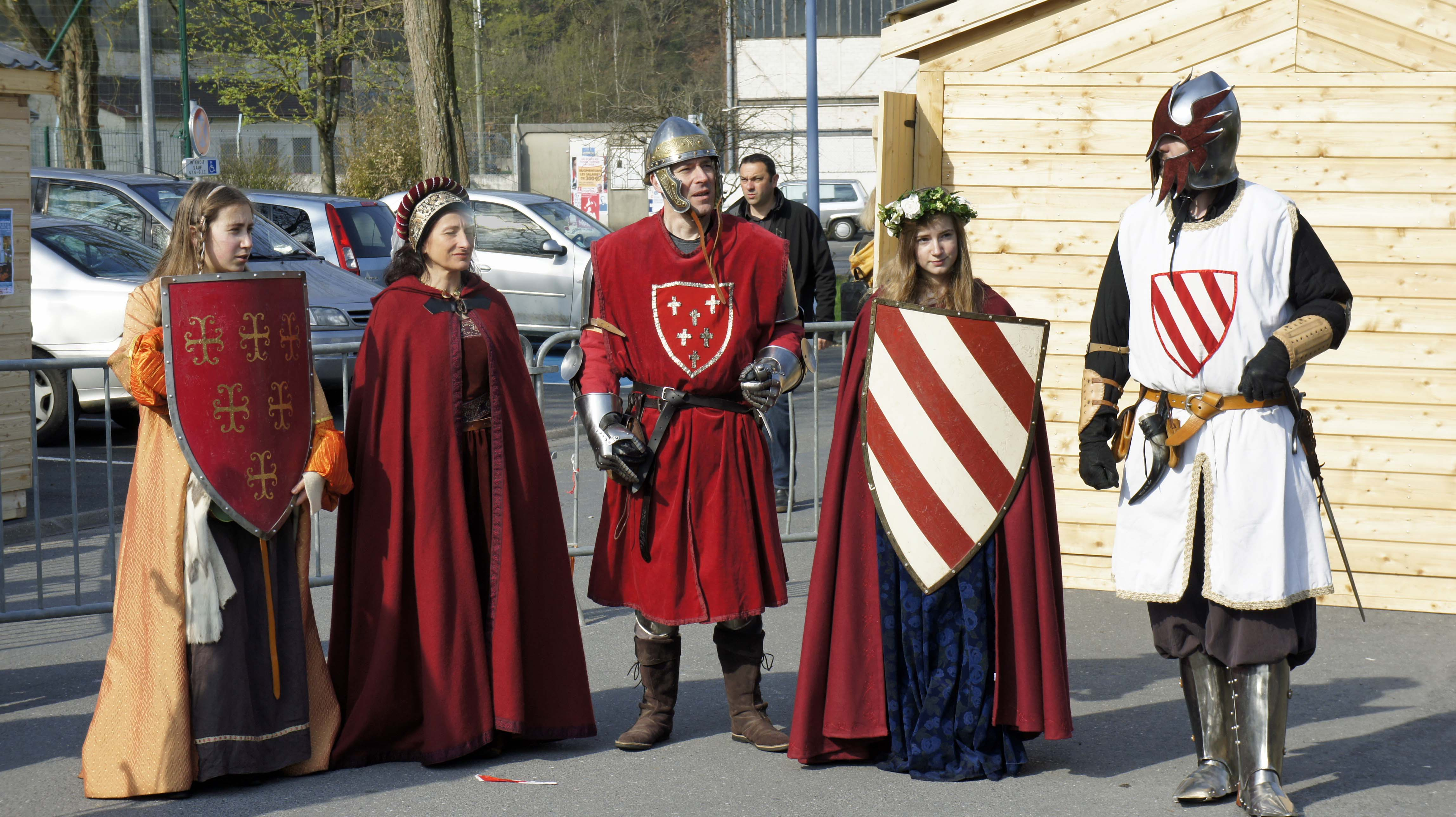
Lancelot et Perceval
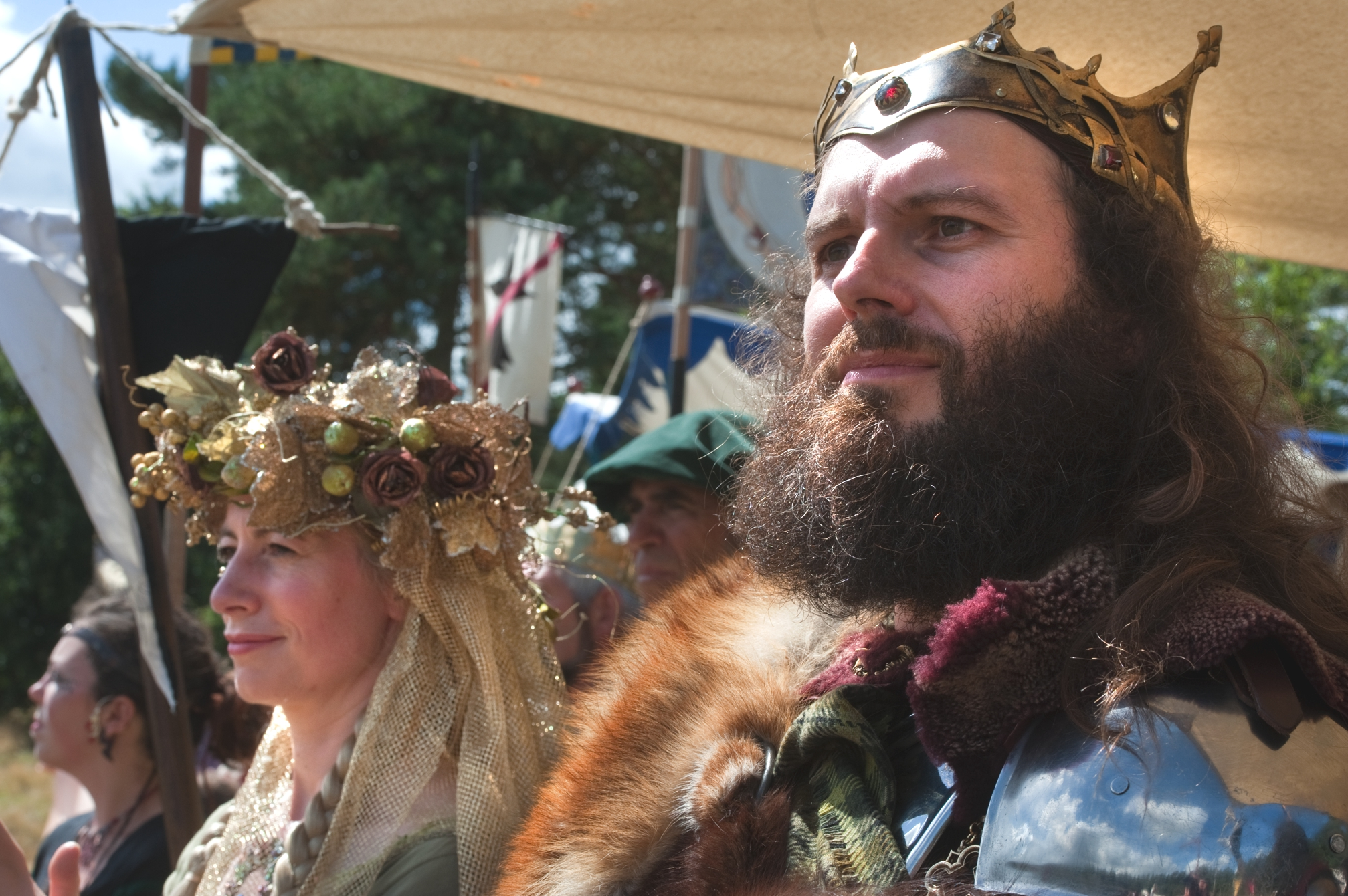
Arthur et Guenièvre
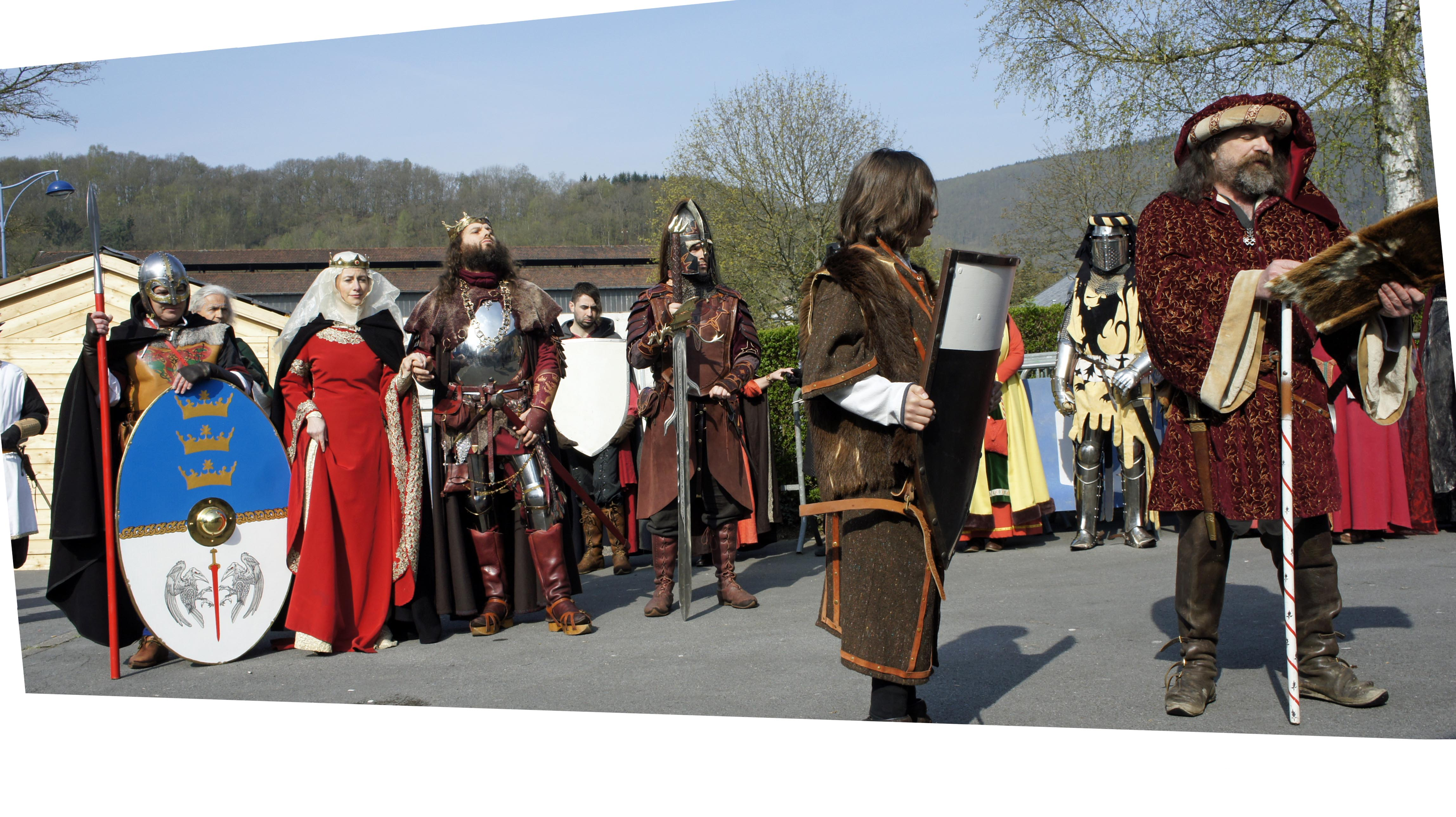
Sénéchal Keu

Fin novembre 2013, la communauté de communes de Ploërmel assigne le centre arthurien en justice pour le dépôt de la marque « Les Imaginaires de Brocéliande », nom d'un festival créé à Ploërmel en 2012, dont l'intitulé est proche de celui des « Rencontres de l'Imaginaire de Brocéliande » créées par le centre arthurien en 2002. « Les Imaginaires de Brocéliande » avaient été renommées « Brocéliande Fantastic » en 2013 pour éviter toute confusion, mais Ploërmel communauté souhaite récupérer la propriété du nom utilisé en 2012.

### Thèmes des expositions annuelles
Depuis 1988, le centre arthurien organise une exposition thématique annuelle.
- 1988 : Arturus Rex (Le roi Arthur)
- 1989 : Brocéliande et l'obscur des forêts
- 1990 : Mégalithes et pierres
- 1991 : Excalibur (de John Boorman)
- 1992 : Les Compagnons du crépuscule (de François Bourgeon)
- 1993 : Souveraines et Magiciennes
- 1994 : Merlin
- 1995 : Chevaliers ! (Les Chevaliers de la Table Ronde)
- 1996 : Les Guerriers d'Or
- 1997 : Tristan et Iseut
- 1998 : Le roi Arthur
- 1999 : Charmes et Chevalerie
- 2000 : Légendes de Brocéliande
- 2001 : La quête du Graal
- 2002 : Merlin
- 2004 : Légendes Celtiques
- 2005 : Les enchantements de Bretagne
- 2006 : La fée et le chevalier
- 2007 : Les Chevaliers de la Table Ronde
- 2008 : Des Celtes au roi Arthur
- 2009 : Dans la forêt de Merlin[22]
- 2010 : Légendes et féerie
- 2011 : De Morgane à Mélusine[41]
- 2012 : Femmes-fées[42]
- 2013 : Monstres et merveilles

## Organisation
Claudine et Hervé Glot (respectivement présidente et secrétaire du Centre arthurien), Gilbert Durand (chercheur universitaire, président d'honneur) et Michel Le Bris (écrivain, président d'honneur) sont parmi les premiers initiateurs du Centre arthurien. Hormis Gilbert Durand, décédé fin 2012, tous font encore partie du bureau à ce jour. L'elficologue Pierre Dubois les a rejoints quelques années plus tard, et en est devenu le chancelier. Certains artistes comme Carmelo de la Pinta et Sophie Busson, ainsi que des chercheurs (Christian Guyonvarc'h, l'archéologue Jacques Briard qui a effectué des fouilles dans la forêt de Paimpont) soutiennent ou ont soutenu activement le Centre arthurien. La composition du bureau a évolué au fil du temps.
Les informations suivantes sont issues de l'ours du centre de l'Imaginaire Arthurien, publié sur le site officiel.
- Présidente : Claudine Glot
- Coprésident :  Philippe Le Guillou
- Présidents d'honneur : Gilbert Durand, Michel Le Bris, Guy de Kersabiec et Jean Aubert
- Chancelier :  Pierre Dubois
- Secrétaire : Hervé Glot
- Trésorière : Roselyne Saulier
- Comité scientifique : Denis Hüe, Philippe Walter, Christine Ferlampin-Acher et Bernard Sergent
- Directeur : Bruno Sotty[1]

## Lieux d'action
Le Centre de l'imaginaire arthurien est surtout présent au château de Comper de début mars à fin novembre, et depuis fin 2012 à la Petite maison des légendes pendant la fermeture annuelle de Comper. Tous deux situés sur la commune de Concoret (Morbihan, Bretagne). Depuis 2009, il est présent une fois par an sur un événement en dehors de la Bretagne (Médiévales de Provins, Printemps des Légendes…). L'association du Centre de l'imaginaire arthurien propose des balades contées sur différents sites de la forêt de Paimpont pendant les vacances scolaires.

### Château de Comper
« C’est le lieu le plus magique que l'on puisse avoir. Comper a réellement « fait » le centre arthurien. Le château est au croisement de la légende et de l’Histoire. »

— Claudine Glot, Interview accordée à Wikimedia France

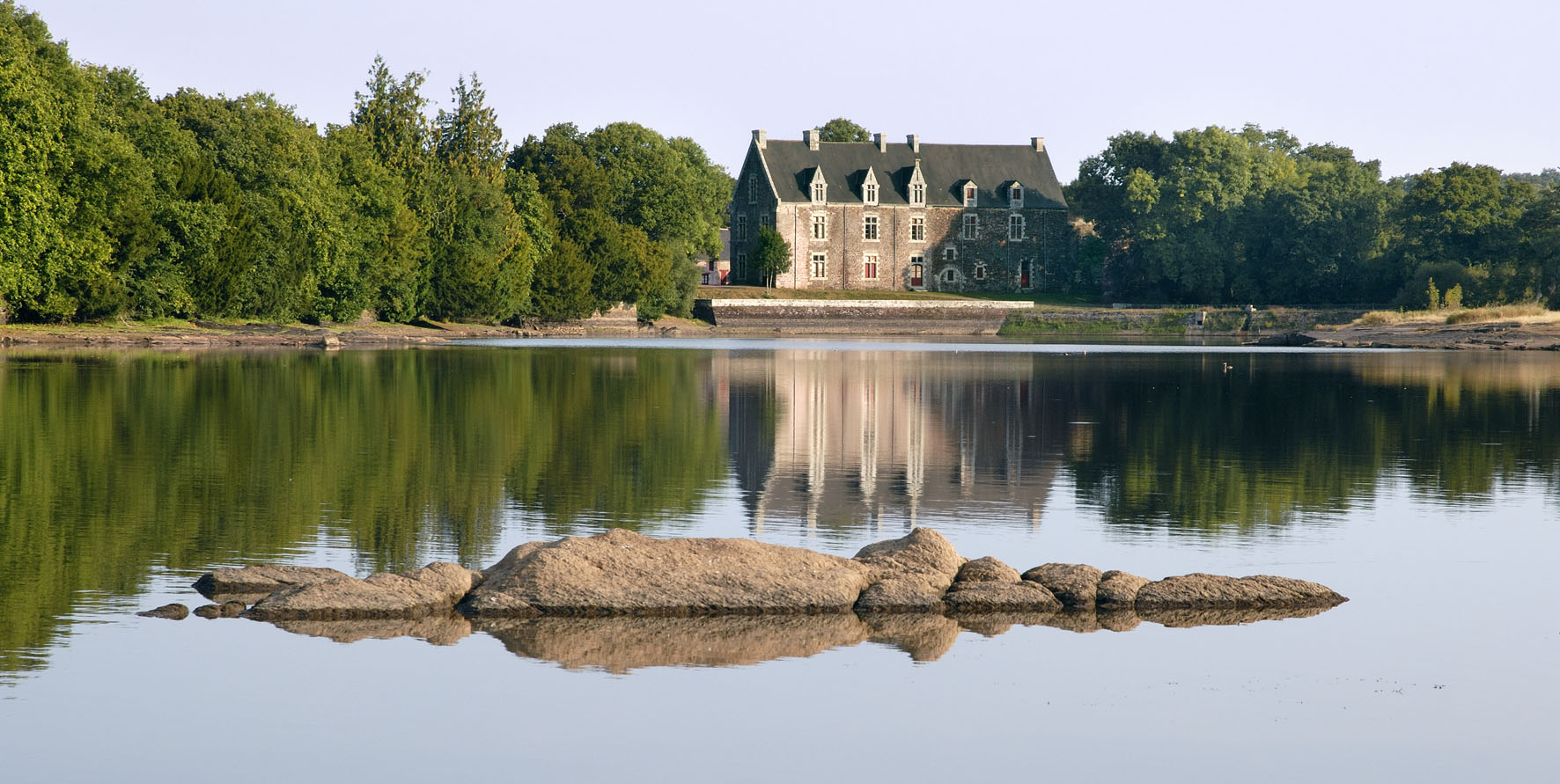
Le château de Comper, à Concoret, sur les rives de l'étang de Viviane.

Le Centre de l’Imaginaire Arthurien est hébergé dans ce château depuis 1990. Il ouvre de début mars à fin octobre. Le Centre loue toute la partie ouest du corps de logis. Le rez-de-chaussée est aménagé avec une librairie proposant des centaines d’œuvres (livres, BD, ouvrages d'illustration…) sur les sujets du légendaire, des Celtes et du Moyen Âge, ainsi que des expositions permanentes et temporaires consacrés à la légende arthurienne. La salle de projection (Salle des images), à l'étage, permet aussi de voir des documents (films, reportages, etc.).
Le château est le point de départ pour des visites guidées de la forêt. Différentes animations (contes, conférences, marché artisanal, rencontres-dédicaces…) y sont organisées dans le cadre de journées particulières : la Pentecôte du roi Arthur, les rencontres de l'imaginaire et la semaine du dragon, entre autres. Ce château est lui-même associé à une légende au sujet de la fée Viviane, racontée aux visiteurs du site et à qui veut l'entendre.

### Petite maison des légendes

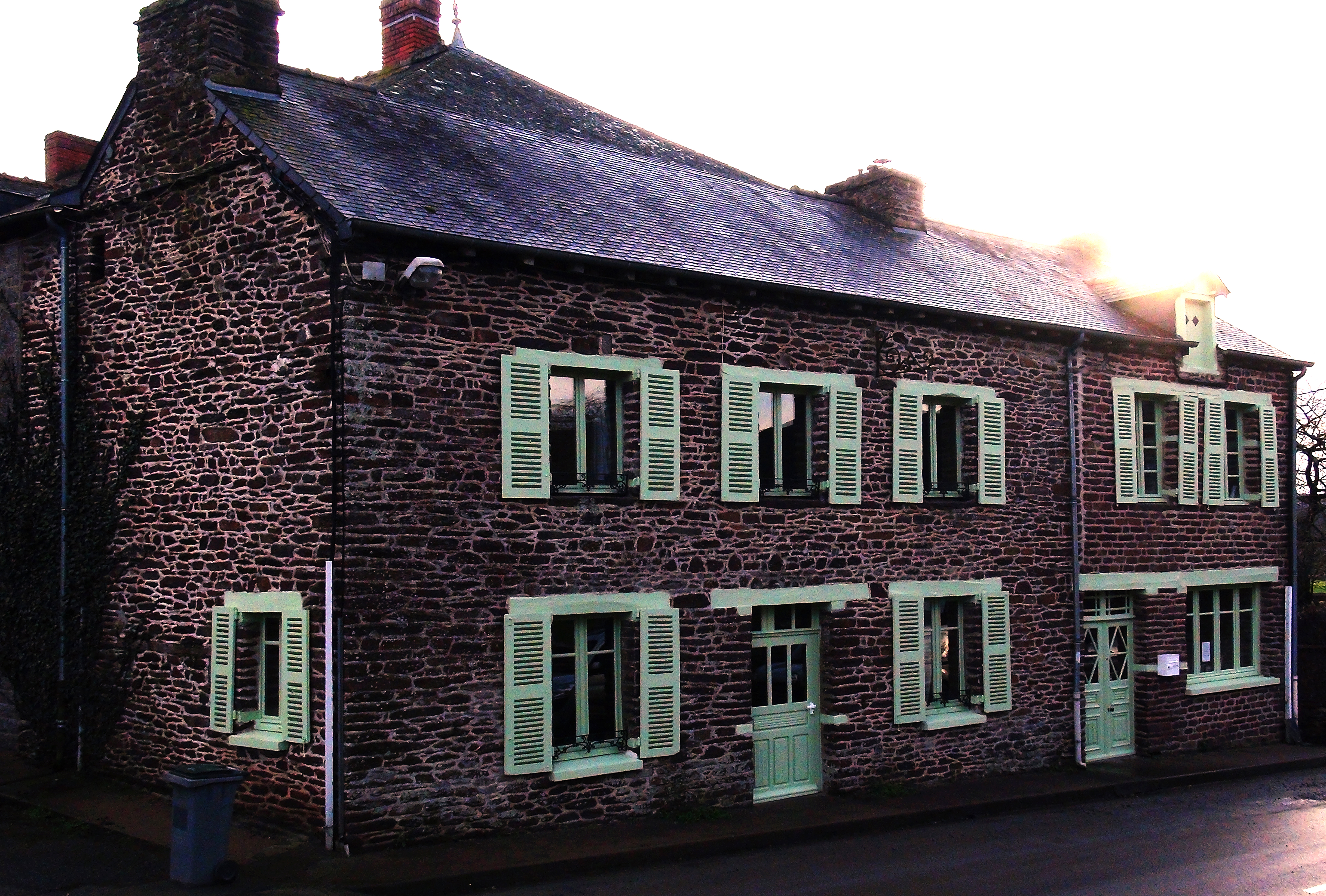
La Petite Maison des Légendes en 2013 à Concoret.

La petite maison des légendes est ouverte depuis fin novembre 2012. Elle accueille une librairie permanente et des évènements ponctuels organisés par le Centre arthurien (expositions, animations, informations) pendant la fermeture annuelle du château de Comper. Elle sert aussi de résidence d'artiste.
Bâtie en schiste rouge typique de la région et possession du trésorier du Centre arthurien qui l'a mise à disposition pendant quinze ans, elle a été restaurée grâce au concours de la fondation du patrimoine et à des donations publiques et privées. Cela a notamment permis de refaire ses menuiseries extérieures. 

## Événements organisés par le Centre arthurien

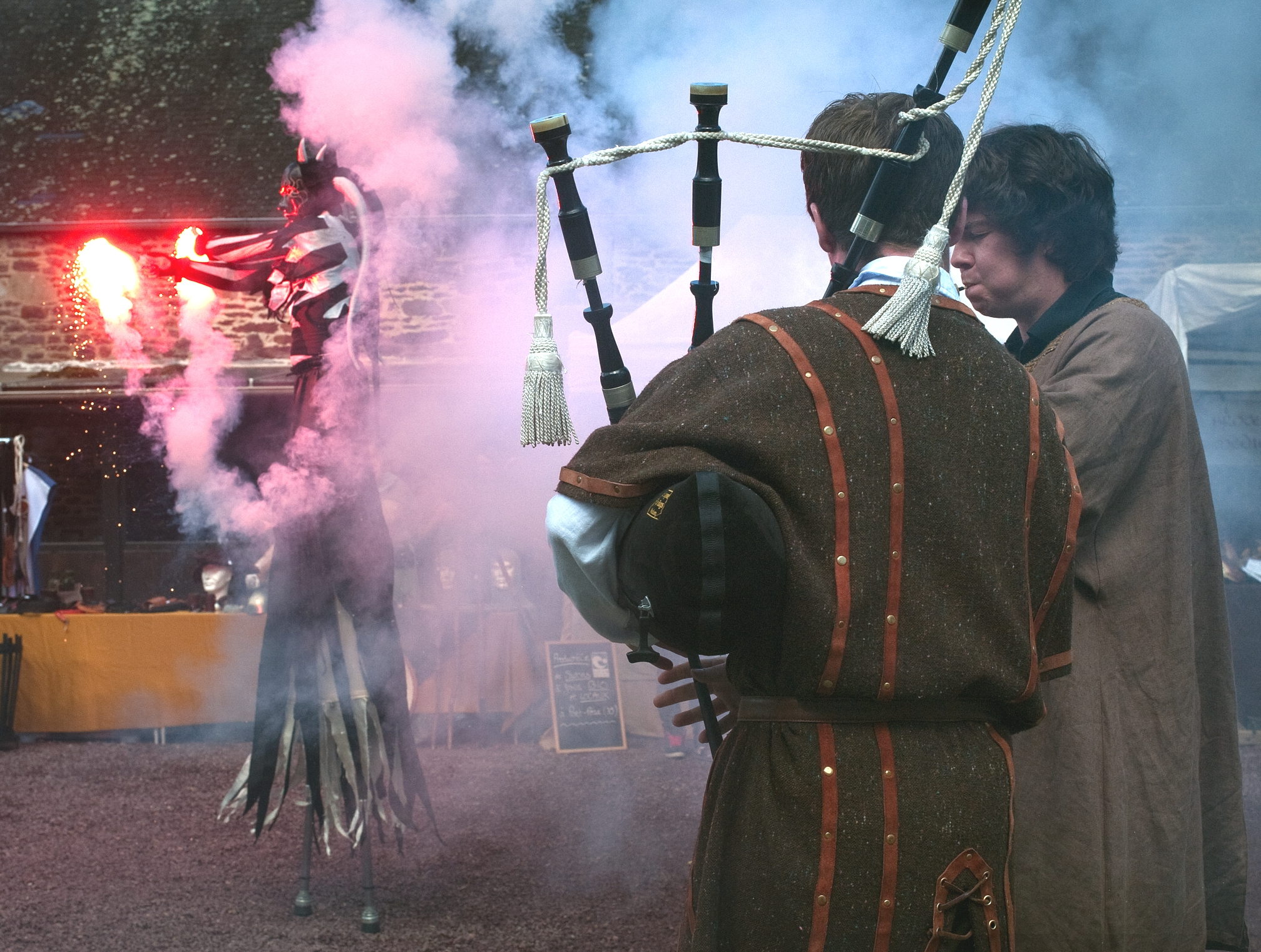
Échassiers et musiciens dans la cour du château de Comper pendant le marché médiéval en août 2012.

Chaque année, la saison d'ouverture du Centre arthurien est ponctuée d'évènements dont certains ont plus de dix ans d'ancienneté. Les trois principaux sont la Pentecôte du roi Arthur, les Rencontres de l'imaginaire de Brocéliande et la Semaine du dragon. Le château de Comper reçoit également prestidigitateurs et illusionnistes lors des Samedis de la Magie. Le marché médiéval d'aout est l'occasion de recevoir des artisans et d'organiser une kermesse.

### Pentecôte du roi Arthur
La Pentecôte du roi Arthur est l'occasion d'un spectacle médiéval avec jonglerie, contes, camps, reconstitution et diverses animations. Comme son nom l'indique, elle coïncide avec la date de la Pentecôte. Il s'agit d'une célébration du printemps, des aventures et rencontres qui s'y effectuent, mais aussi et surtout (selon Ouest-France) d'une évocation du jour où le roi Arthur a été couronné (ainsi que le rapporte Robert de Boron au XIIIe siècle) et de son engagement pour l’Église. C'est également le jour de la Pentecôte que le Graal est apparu aux chevaliers de la Table ronde.

### Rencontres de l'imaginaire de Brocéliande
L'idée des Rencontres de l'imaginaire de Brocéliande remonte à 2002. Elles se mettent en place en 2004, incluant exposition temporaire et festival à Concoret et au château de Comper, puis uniquement à Comper. Chaque dernier week-end de juillet, le Centre arthurien organise ces rencontres entre des auteurs et dessinateurs de bande dessinées, des écrivains et des illustrateurs, et leur public. Il s'agit avant tout d'une rencontre-dédicace, avec des spectacles équestres, des contes et des conférences. Depuis 2011, ces rencontres sont partenaires des communes de Tréhorenteuc et de Paimpont. Ce petit festival se veut avant tout convivial.
La septième édition des 23 et 24 juillet 2011 a reçu une vingtaine d'artistes et de personnalités. Selon Ouest-France qui le qualifie d'« incontournable », l'objectif de ce festival est de « montrer et donc faire découvrir tout ce qui se fait dans la littérature autour des légendes ».

### Semaine du dragon
La semaine du dragon est conçue et coordonnée par le Centre arthurien à la demande du Pays touristique de l'Oust de Brocéliande. Pierre Dubois en est le parrain. Elle se tient tous les deux ans depuis 2009, durant les années impaires, fin octobre ou début novembre, en concordant avec la fête Celte de Samhain. Différentes animations y sont organisées par des organismes culturels : contes, cracheurs de feu, dégustations, jeux, repas, concerts, lectures, théâtre, projections et conférences. La soirée du 31 se conclut sur le brassage spécial d'une cuvée de bière à la brasserie Lancelot.
Durant les années paires, Le retour de flammes du dragon, une manifestation de plus petite ampleur, est organisée sur trois jours.

## Réception et rayonnement

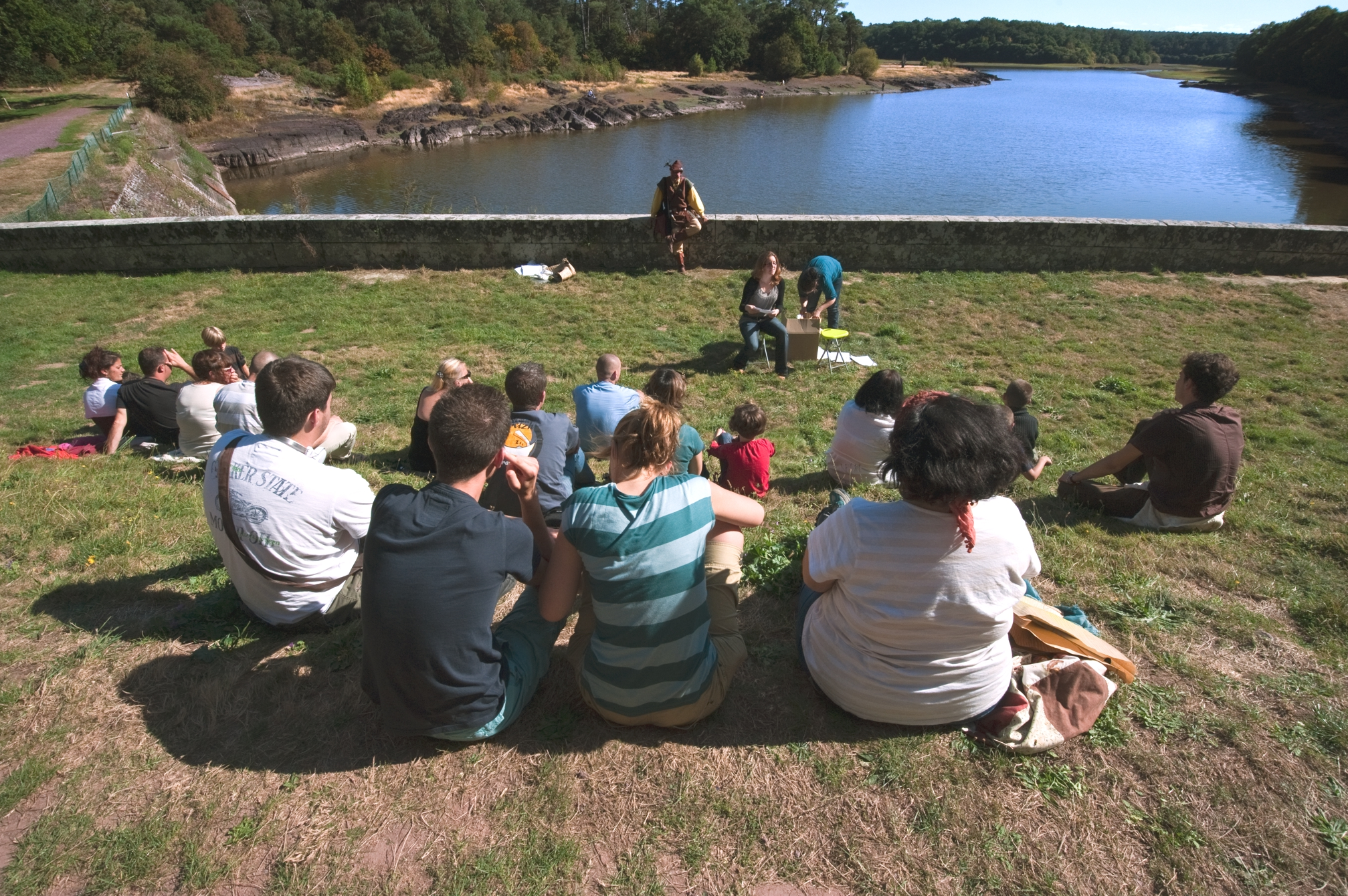
L'équipe du Centre de l'Imaginaire arthurien préparant un atelier devant le lac du château de Comper, lors des Journées européennes du patrimoine.

Le Centre de l'imaginaire arthurien est plutôt discret et fait peu parler de lui, mais il est reconnu de manière internationale comme lieu incontournable pour qui s'intéresse à la légende arthurienne. RFI y salue la talent des guides de groupes, la richesse de la librairie et l'atmosphère conviviale. Début février 2012, l'équipe du Centre arthurien s'est rendue au château de Comper et y a reçu une équipe de TF1 pour un « zoom sur Rennes », auquel ont participé Claudine Glot, Nicolas Mezzalira et Séverine Pineaux. Le Centre de l'imaginaire arthurien a participé au tournage de cinq autres documentaires. Le premier, consacré à la forêt de Brocéliande, a été présenté par Patrick Poivre d'Arvor. Il compte aussi une interview de John Boorman, deux entretiens avec Christian-Joseph Guyonvarc'h,, une interview de François Bourgeon par Pierre Dubois, une présentation des Légendes de Brocéliande et un entretien avec Claudine Glot.
Parmi ses visiteurs les plus prestigieux, le Centre compte Mario Vargas Llosa (qui est un grand admirateur des romans de chevalerie), Hugo Pratt, Jean Raspail, Laurent Voulzy, Jéromine Pasteur, Sylvain Tesson, Nolwenn Leroy ou encore Patrick Poivre d'Arvor. Entre 1988 et 2010, il a reçu plus de 300 000 visiteurs. Entre 1990 et 1996, le site officiel du Centre donne les chiffres de 130 000 visiteurs, 26 000 personnes guidées en forêt, et 600 classes reçues (25 000 visiteurs, 180 classes et 7 000 personnes guidées en forêt pour la seule année 1996, un chiffre repris par Le Point),.
L'Express le recommande comme point de départ aux visites de la forêt de Paimpont. Le Petit Futé conseille de « surtout prendre le temps de consacrer une grosse après-midi à la découverte du Centre de l'imaginaire arthurien », et salue la beauté des expositions ainsi que le savoir des libraires. Le guide du Routard parle de « riches expositions » et d'un lieu où légendes et histoire se mélangent, où l'environnement participe à l'envolée de l'imagination. Le guide de MTV en parle comme d'un lieu propice à l'imagination et au voyage dans le temps, soulignant par ailleurs le très bon rapport qualité-prix des visites au château de Comper. La Société d'histoire et d'archéologie de l'arrondissement de Saint-Malo a salué la qualité des expositions.
Le Centre est cité comme cadre dans un roman, Les Dernières Prophéties de Genevieve Zaeppel de Pierre Cognez, paru en 2005.

## Éditions Artus
Les éditions Artus sont antérieures à la création du Centre de l'imaginaire arthurien, elles trouvent leur origine dans une revue périodique du même nom créée par les futurs fondateurs du Centre. Éditée de 1979 à 1986, elle contient des articles de fond consacrés aux pays celtiques et nordiques, dans les domaines de l'art, des légendes ou encore de l'histoire. L'association éditrice de la revue propose ensuite des beaux livres d'art et de recherche sur ces thématiques, ainsi que des cartes postales présentant les dessins de Gustave Doré et des paysages de Bretagne.
- Carmelo de la Pinta, Celtiques : Gravures, 1980-1986, La Gacilly, 1986, 60 p. (OCLC 28148237)Gravures
- Philippe Le Guillou, La main à plume : sur la création littéraire, La Gacilly, 1987 (OCLC 79409624)
- Yvon le Men, Marna, La Gacilly, 1987, 61 p. (OCLC 464207402)
- Pierre Joannon, Le Rêve irlandais : thèmes et figures du nationalisme irlandais, La Gacilly, 1988 (OCLC 464207845)
- Gilbert Durand, Louédin : Féodalis, La Gacilly, 1988, 111 p.
- Pierre Joannon, L'Irlande ou Les musiques de l'âme, La Gacilly, 1989, 182 p. (OCLC 464208594)
- Jacqueline Genet, Deirdre et la renaissance celtique : Fiona MacLeod, George William Russell, William Butler Yeats, La Gacilly, 1990, 189 p. (OCLC 23450680)
- Philippe Walter, Le Gant de verre. Le mythe de Tristan et Yseut, Poiré-sur-Vie, Artus, avril 1990, 339 p. (ISBN 2-911916-02-6)
- Michèle Pichon, Paulette Bacon : peintre de l'air et de l'eau, La Gacilly, 1990, 40 p. (OCLC 464208072)
- Pierre Joannon, L'hiver du connétable : Charles de Gaulle et l'Irlande, La Gacilly, 1991, 101 p. (OCLC 464207190)
- Philippe Le Guillou (ill. Paul Dauce), Immortels, Merlin et Viviane, La Gacilly, 1991, 39 p. (OCLC 464207419)
- Michel Le Bris (ill. Gustave Doré), Aux vents des Royaumes : Chevalerie et chevaliers, La Gacilly, 1991, 60 p. (OCLC 31875065)
- Sophie Busson (préf. Philippe Le Guillou), Femmes, La Gacilly, 1991, 107 p. (OCLC 31815564)
- Jacqueline Genet, Deirdre : variations sur le mythe, La Gacilly, 1992, 378 p. (OCLC 464207532)Réunit Deirdre des douleurs de John Millington Synge, Deirdre de James Stephens et La femme araignée de Donagh MacDonagh.
- Michel Cazenave, Les Guerriers de Finn : Les dits de la mémoire, La Gacilly, 1992, 309 p. (OCLC 464207506)
- Collectif, Brocéliande ou l'obscur des forêts, La Gacilly, 1992, 101 p. (OCLC 464207600)Ouvrage collectif comportant des textes et photographies de Philippe Le Guillou, Gilbert Durand, Christian Guyonvarc'h, Philippe Walter, etc.
- Glenmor, L'Homme du dernier jour suivi de Stèle pour Xavier Grall, La Gacilly, 1992, 139 p. (OCLC 492455545)
- Carmelo de la Pinta, Songes, La Gacilly, 1993, 114 p. (ISSN 0181-1835)Peintures, dessins, gravures et pastels
- Philippe Le Guillou (photogr. Jean Hervoche), Un donjon et l’océan : La Bretagne de Chateaubriand, La Gacilly, 1995, 80 p. (OCLC 465589408)
- Philippe Le Guillou, Jean-baptiste Grison et Bernard Galéron, Arrée, l’archange et le dragon, La Gacilly, 19 novembre 1996, 118 p.
- Michel Le Bris et Pierre Dubois (postface) (photogr. Jean Hervoche, Pierre Paul Koster et Hervé Glot), Écosse, Highlands et Islands, La Gacilly, septembre 1998, 154 p. (ISBN 2-911916-04-2)
- Philippe Le Guillou, Marc Nagels et Jean Hervoche (ill. Yvon Boëlle), Des Bretagnes très intérieures, Hoëbeke-Artus, septembre 2000, 155 p. (ISBN 978-2-84230-112-5)
- Jean Lemonnier, Jean Lemonnier, Sculpture, La Gacilly, octobre 2001, 164 p.
- Centre de l'Imaginaire Arthurien et Chagford Filmmaking group, Lanval, La Gacilly, juillet 2010